# میدلند (ویرجینیا)
میدلند (به انگلیسی: Midland) یک منطقهٔ مسکونی در ایالات متحده آمریکا است که در Fauquier County واقع شده‌است. میدلند ۱۰٫۴۹ کیلومتر مربع مساحت و ۲۱۸ نفر جمعیت دارد و ۹۹٫۶۷ متر بالاتر از سطح دریا واقع شده‌است.